# شهرستان رامشیر
شهرستان رامشیر یکی از شهرستان‌های استان خوزستان ایران است. مرکز این شهرستان، شهر رامشیر است.
این شهرستان در تاریخ ۲۶ اسفند ۱۳۸۳ از شهرستان رامهرمز جدا شد و مستقل گردید.

## مردم
مردم رامشیر  عرب و لر هستند که به زبان فارسی نیز مسلط هستند. نام باستانی این شهر رام‌اردشیر بوده که بنا به گفته حمزه اصفهانی جزو شهرهای متعددی بود که اردشیر ساسانی بنا نهاد و این شهرها در پی خود نام اردشیر را داشتند که امروز پسوند «شیر» از آن باقی مانده. بهمن‌شیر یا بهمن‌اردشیر نیز از همین دست است. 

## موقعیت جغرافیایی
شهرستان رامشیر از شمال تا شمال شرقی با شهرستان رامهرمز، از شرق و جنوب شرقی تا جنوب با شهرستان امیدیه، از جنوب غربی با شهرستان بندر ماهشهر و از شمال غربی با شهرستان اهواز همسایه است.

## تقسیم‌بندی کشوری
شهرستان رامشیر شامل ۲ بخش، ۴ دهستان و ۲ شهر به شرح زیر است:

### شهرستان رامشیر
| بخش    | مرکز بخش | جمعیت بخش ۱۳۹۵ | نام دهستان  | مرکز دهستان | جمعیت دهستان ۱۳۹۵ | شهر    | جمعیت شهر ۱۳۹۵ |
| ------ | -------- | -------------- | ----------- | ----------- | ----------------- | ------ | -------------- |
| مرکزی  | رامشیر   | ۳۷٬۵۷۶ نفر     | عبدلیه شرقی | عبدلیه      | ۷٬۸۶۰ نفر         | رامشیر | ۲۵٬۰۰۹ نفر     |
| مرکزی  | رامشیر   | ۳۷٬۵۷۶ نفر     | عبدلیه غربی | صفحه        | ۴٬۷۰۷ نفر         | رامشیر | ۲۵٬۰۰۹ نفر     |
| مشراگه | مشراگه   | ۱۶٬۴۲۸ نفر     | مشراگه      | مشراگه      | ۷٬۲۹۴ نفر         | مشراگه | ۲٬۰۹۵ نفر      |
| مشراگه | مشراگه   | ۱۶٬۴۲۸ نفر     | آزاده       | رمیله       | ۷٬۰۳۹ نفر         | مشراگه | ۲٬۰۹۵ نفر      |

## جمعیت
بر پایه سرشماری عمومی نفوس و مسکن در سال ۱۳۹۵، جمعیت شهرستان رامشیر برابر با ۵۴٬۰۰۴ نفر است.